# یوایکس‌وی کمبتنت
یوایکس‌وی کمبتنت (به انگلیسی: UXV Combatant) یک ناو پهپادبر جنگی مفهومی و پیشنهادی است که توسط بی‌وی‌تی سرفیس فلیت (اکنون بی‌ای‌ئی سیستمز ماریتیم – نوال شیپس) طراحی شد و در سال ۲۰۰۷ در امنیت و تجهیزات دفاعی بین‌المللی (DSEI) به نمایش گذاشته شد. یوایکس‌وی کمبتنت ویژگی‌هایی مشترک با طراحی ناوشکن تیپ ۴۵ و طرح کشتی تهاجمی بازدارنده دارد.

## طرح
[طراحی شده برای] پرتاب، عملیات و بازیابی تعداد زیادی از وسایل نقلیه بی‌سرنشین کوچک برای دوره‌های طولانی، یوایکس‌وی نقش یک کشتی مادر را ایفا می‌کند - یک پایگاه دائمی و اتاق فرماندهی برای وسایل نقلیه بی‌سرنشین زمینی، دریایی و هوایی آینده؛ قبل، همزمان و پس از تکمیل ماموریت‌های آنها— بی‌ای‌ئی سیستمز
طرح یوایکس‌وی دارای دو عرشه پرواز زاویه‌دار برای پرتاب پهپادها، برخی انواع هواگرد عمود پرواز/باند کوتاه و بالگردها است که شبیه به طرح مفهومی کشتی تهاجمی بازدارنده به شکل "۷" طراحی شده‌است. هر عرشه پرواز تقریباً ۱۶۴ فوت (۵۰ متر) درازا دارد. برای پرتاب هواپیما، می‌توان انتظار داشت که از سامانه پرتاب هواپیمای الکترومغناطیسی یا پرش اسکی استفاده شود.
همچنین گزارش شده‌است که یوایکس‌وی می‌تواند زیردریایی‌های بی‌سرنشین را از طریق " مون پول " پرتاب کند. افزون بر این، می‌تواند تعداد زیادی نیرو به علاوه تجهیزات آنها را در نقش کشتی تهاجمی حمل کند. برای آتش پشتیبان دریایی، در این طرح توپ ۱۵۵ میلی‌متری پیش‌بینی شده‌است که قادر به شلیک ۲۰ گلوله متوالی است. همچنین دارای سیستم موشک‌انداز عمودی است.

## مأموریت
یوایکس‌وی کمبتنت برای مقابله بهتر با تهدیدات جنگ نامتقارن طراحی شده‌است. یوایکس‌وی که قادر به مستقر کردن نیروهای تهاجمی یا نیروهای ویژه در خشکی با تجهیزات خود است، به‌گونه‌ای طراحی شده‌است که قدرت آتش لازم را برای پشتیبانی از آنها فراهم کند، به کمک سلاح‌هایی مانند؛ موشک کروز زمین‌به‌زمین از طریق سیستم پرتاب عمودی خود، توپ ۱۵۵ میلی‌متری خود و ناوگانی از پهپادهای مسلح. در طرح مفهومی یوایکس‌وی کمبتنت همچنین برای انجام ماموریت‌های شناسایی به‌کمک حسگرهای قدرتمند دریایی و پهپادها توجه شده‌است. یوایکس‌وی می‌تواند هم به صورت مستقل و هم به عنوان اسکورت عمل کند.

## وضعیت فعلی
یوایکس‌وی کمبتنت فقط یک ناو مفهومی است و در حال حاضر برنامه‌ای برای ورود این کانسپت به مرحله طراحی وجود ندارد.